# Неурофиламент
Неурофиламенти (НФ) су интермедијарни филаменти (средњег су дијаметра) и у нервним ћелијама се називају неурофиламенти. Налазе се искључиво у аксонима и телу нервне ћелије.
Састављени су од три типа субјединица различите величине, односно молекулске тежине. Постоје неурофиламенти типа NF-H, NF-M, NF-L, од тежих, преко средњих, до лакших. Бочни ланци су фосфолисани, носе негативно наелектрисане фосфатне групе, па се суседни неуроофиламенти у аксону међусобно снажно одбијају. Због тога су одговорни за одржање дијаметра аксона, као и за специфичну морфологију (структура и облик организма) неурона и њихових наставака.
Класификовани су као средњи филаменти типа IV који се налазе у цитоплазми неурона. Они су протеински полимери пречника 10 нм и дужине много микрометара. Заједно са микротубулама (~25 нм) и микрофиламентима (7 nm), они формирају неуронски цитоскелет. Верује се да функционишу првенствено да обезбеде структурну подршку аксонима и да регулишу пречник аксона, што утиче на брзину проводљивости нерва. Протеини који формирају неурофиламенте су чланови породице протеина средњег филамента, која је подељена у шест типова на основу њихове генске организације и структуре протеина. Типови I и II су кератини који се експримирају у епителу. Тип III садржи протеине виментин, десмин, периферин и глија фибриларни кисели протеин (ГФАП). Тип IV се састоји од неурофиламентних протеина L, M, H и интернексин. Тип V се састоји од нуклеарних ламина, а тип VI се састоји од протеинског нестина. Сви гени средњег филамента типа IV деле два јединствена интрона која се не налазе у другим секвенцама гена средњег филамента, што сугерише заједничко еволуционо порекло од једног примитивног гена типа IV.
Сваки протеински филамент који се протеже у цитоплазми нервне ћелије такође се назива неурофибрил. Овај назив се користи у неурофибриларним сплетовима неких неуродегенеративних болести.

## Организација
Ови цитоскелетни елементи налазе се у свим типовима ћелија у организму и специфични су за тип ћелије, па се у нервним ћелијама називају неурофиламенти. У нервним ћелијама неурофиламенти се налазе искључиво у аксонима и телу нервне ћелије, а састављени су од три типа субјединица различите величине, односно, молекулске тежине: NF-L (L је скраћеница од light; лака субјединица), NF-M (М –medium, средње тешка субјединица) и NF-H(H- heavy; тешка субјединица). Све три субјединице ступају у контакт својим дисталним крајевима формирајући кончасту структуру неурофиламента, просечног дијаметра од око 10 nm. NF-H и NF-M субјединице, поседују дуже завршетке, који бочно штрче у односу на осу пружања неурофиламента. Будући да су ови бочни ланци фосфорилисани, односно, носе негативно наелектрисане фосфатне групе, суседни неурофиламенти у аксону се међусобно снажно одбијају. Због тога су неурофиламенти одговорни за одржање дијаметра аксона, као и за специфичну морфологију неурона и њихових наставака.